# Bitwa pod Sarantaporo
Bitwa pod Sarantaporo – bitwa stoczona w dniach 9–10 października 1912 roku (starego stylu) pomiędzy armią osmańską i grecką podczas I wojny bałkańskiej.

## Tło i początek działań
W I wojnie bałkańskiej celem armii greckiej było opanowanie terenów Macedonii Egejskiej i Epiru, wchodzących w skład Imperium Osmańskiego, a także pomszczenie klęski, jaką poniosła armia grecka w wojnie 1897 roku. W stosunku do działań zbrojnych prowadzonych przez Bułgarów i Serbów front grecki miał dla losów wojny znaczenie drugorzędne. 5 października 1912 oddziały greckie przekroczyły granicę. W rejonie Elasona-Deskati doszło do pierwszych starć z wysuniętymi placówkami tureckimi, które wobec znacznej przewagi nieprzyjaciela wkrótce wycofały się na główną pozycję obronną. 7 października czołowe oddziały greckie dotarły do Sarantaporo.

## Siły przeciwników
Do działań przeciwko Turkom Grecy skierowali Armię Tesalii (dowodzoną przez następcę tronu Konstantyna) złożoną z sześciu dywizji (1-6), wzmocnionych częścią 7 dywizji z Larisy, brygadą kawalerii i czterema samodzielnymi batalionami ewzonów.
Przeciwnikiem Greków był osmański VIII Korpus (dow. gen. Hasan Tahsin Pasza), złożony z trzech dywizji: 22 dywizji liniowej z Kozani i dwóch dywizji rezerwowych. Jednostki osmańskie były w fazie demobilizacji (rozpoczętej w sierpniu 1912) i zaledwie 1/4 ich składu wyjściowego była gotowa do walki. Turcy dysponowali 24 działami i trzema kompaniami karabinów maszynowych. Sztab turecki liczył przede wszystkim na naturalne walory obronne przełęczy w pobliżu Sarantaporo (ufortyfikowanych pod kierunkiem niemieckich doradców wojskowych), sprzyjające powstrzymaniu znacznie silniejszych oddziałów nieprzyjaciela do czasu nadejścia posiłków.

## Przebieg bitwy

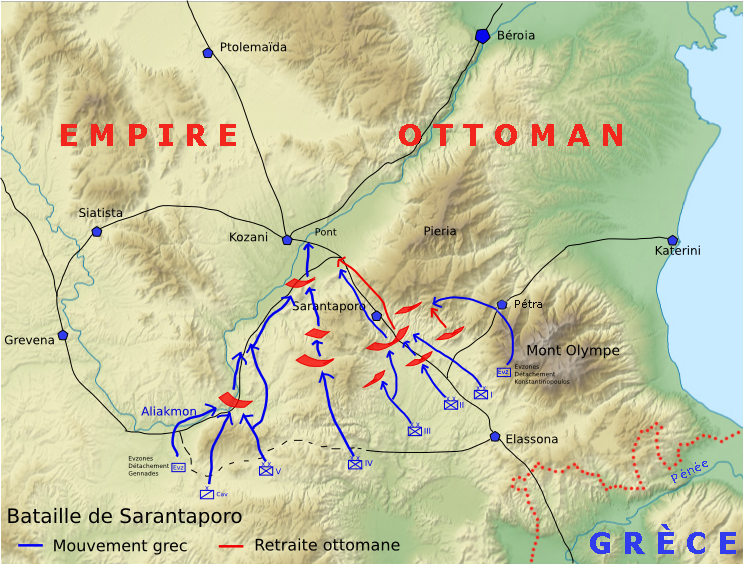
Terenowy plan bitwy

Atak Greków rozpoczął się rankiem 9 października. Dwie dywizje (2 i 3) przeprowadziły frontalne natarcie na osmańską linię obrony, podczas gdy kolejne dwie dywizje (4 i 5) próbowały obejść pozycje osmańskie od zachodu. Greckie natarcie załamało się w ogniu artylerii i karabinów maszynowych, ale 4 dywizji udało się zająć jedno ze wzgórz, co oddziałom osmańskim zagroziło okrążeniem. Główną rolę odegrały oddziały ewzonów, którym udało się przeniknąć w głąb pozycji nieprzyjaciela. W nocy, wykorzystując obfite opady deszczu, Turcy rozpoczęli wycofywanie swoich oddziałów. Następnego dnia Grecy wyparli z przełęczy nieliczne już oddziały tureckie osłaniające odwrót.

## Następstwa
Niewielkie siły osmańskie, które miały za zadanie powstrzymać ofensywę grecką, mogły liczyć na skuteczny opór tylko przy wykorzystaniu naturalnych pozycji obronnych wokół Sarantaporo. Po porażce w bitwie Turcy utracili możliwość skutecznego powstrzymywania oddziałów greckich podążających w głąb Macedonii.

## Upamiętnienie
W miejscu, w którym w czasie bitwy stacjonował sztab osmański, znajduje się obecnie Muzeum Bitwy pod Sarantaporo (Μουσείο Μάχης Σαρανταπόρου). W zbiorach znajdują się mundury i uzbrojenie z czasu I wojny bałkańskiej, a także odnoszące się do bitwy fotografie i artykuły z gazet.